# Inferno (personaje de Transformers)
Inferno es un personaje de ficción de la franquicia de Transformers, él es un miembro de los Autobots al mando de Optimus Prime y se transforma en un coche de bomberos Mitsubishi fuso.

## Generación 1
Inferno, llega al Planeta Tierra y se une a las filas de los Autobots, justo a tiempo para acudir al llamado de auxilio de un planeta nuclear de los Humanos, este viaja al lugar junto con Optimus Prime y otros Autobots como Jazz, allí empiezan una lucha contra los Decepticons e Insecticons que se encuentran en la zona, tras la ardua batalla, Wheeljack y Ironhide quedan muy malheridos, los Autobots no pueden con el fuego enemigo, Inferno entonces logra esquivar los disparos y rescatar a Ironhide, luego lo monta en el tráiler de los Autobots y se retiran del área, los Insecticons han devorado el núcleo de la planta nuclear y han aumentado de tamaño ya que ellos tienen la habilidad de autoclonarse y los Autobots se encuentran en una situación caótica y crítica, ya que pueden estallar, los demás Autobots empiezan la búsqueda de los Insecticons mientras Wheeljack y Ratchet desarrollan una cura, efectivamente encuentran una cura e impiden la mega explosión de los Insecticons.
Inferno, es un Autobot muy peculiar, es excesivamente valiente, prefiere sentir el calor de la batalla, que el calor de un incendio, sin embargo puede estar presente en ambas situaciones, su misiòn principal es la de proporcionar potencia de fuego contra los Decepticons y de ser necesario dirigir operaciones de rescate especiales por soldados caídos en batalla, sin embargo sus ganas de patear traseros de algunos Decepticons son tan grandes que a veces puede olvidársele estas funciones.
Inferno entonces empieza a formar parte de muchos de los contingentes de ataque de los Autobots, participando en muchas misiones, junto a su camarada bombero Red Alert, con el tiende a efectuar muchas de sus misiones, durante la prueba de un arma muy poderosa desarrollada por Wheeljack, Inferno y Red Alert se encargan de la seguridad del búnker en que guardan dicha arma, de pronto detectan a Soundwave que etsuvo espiando toda la operaciòn, este saca sus casetes simbióticos y empiezan un ataque, con intenciones de robar el arma de los Autobots, Optimus Prime y los demás Autobots salen del búnker para enfrentarse a los Decepticons, mientras Inferno y Red Alert se quedan dentro del búnker, Inferno quiere ir a afuera a ayudar, pero Red Alert le pide que se quede, Inferno está muy ansioso por ir y a pesar de las peticiones de Red Alert, se marcha sin que este se de cuenta. De pronto Rumble lanza un misil que entra al búnker y le dan a Red Alert por la espalda.
Los Autobots repelen el ataque Decepticon y regresan dentro del búnker, Hoist descubre a Red Alert herido entre los escombros de la explosión y lo saca, luego llegan Inferno y Optimus Prime, quienes se dan cuenta de que Red Alert ha sufrido graves daños en sus circuitos, hasta el punto de pensar que los demás Autobots lo van a traicionar esto a raíz que Inferno se marchó, Inferno trata de hablar con él, pero el dañado Red Alert no escucha razones y escapa vuelto loco, Inferno y los demás van en su búsqueda y no dan con su paradero, de pronto detectan que está en el búnker y con Starscream, quien este se ha aprovechado de sus daños para usarlo para robar el arma diseñada por Wheeljack, una nueva lucha comienza y tras otra explosión Red Alert vuelve en sí y recuerda quienes son sus verdaderos amigos, así que usando el arma especial logra derrotar a los Decepticons pero queda sepultado en unos escombros, Inferno preocupado por su amigo sin pensarlo 2 veces entra en el fuego y los escombros, y logra rescatar al confundido Autobot, quien es luego reparado y vuelve a sus cabales.
Inferno continua en sus labores de rescate y ataque, en una oportunidad durante una misiòn en un estadio de béisbol, Inferno junto varios Autobots y Decepticons, son teletransportados a una extraña dimensión, donde viven unos seres gigantescos, un niño de dichos seres toma a los Transformers como juguetes, Inferno y los demás entonces se ven obligados a buscar una manera de escapar de dicha dimensión, afortunadamente el joven gigante los ayuda en su misión por escapar al proporcionarles una nave, con esta nave entonces empiezan el camino de vuelta al planeta Tierra, pero para la mala suerte de Inferno y los demás, su nave es capturada por unos alienígenas que los aprisionan, pero gracias a Smokescreen, son liberados luego y finalmente regresan al planeta Tierra nuevamente.
Los viajes de Inferno no terminaran, porque seguidamente, viaja a Cybertron por órdenes de Iron Hide, quien descubre que Optimus Prime se fue solo a Cybertron, preocupados del porque, Inferno, Ironhide, Powerglide Y Optimus Prime, viajan a Cybertron también, allá descubren que una chica muy importante para Optimus Prime ha sido secuestrada, su nombre es Elita One, Inferno por su lado también encuentra a una chica muy especial, su nombre es Firestar, quien era su compañera de batalla, Inferno realizaba muchas tareas de rescate, que siempre fueron un éxito, ya que él y Firestar hacen un buen equipo, ahora buscando a Optimus Prime y Elita One, Firestar, Inferno y los demás Autobots, nuevamente se unen para rescatar esta vez a Optimus y Elita One, se enfrentan en una feroz batalla contra los Decepticons, la cual ganan con la ayuda de Optimus Prime y Elita One que llegan por otro lado, luego de las batallas Firestar e Inferno nuevamente se tienen que separar para continuar sus misiones en sus respectivos planetas, la Tierra y Cybertron, hasta que por fin haya paz de nuevo y se puedan volver a reunir.
Seguidamente, Inferno continua participando en varias batallas, sin embargo para el año 2005 en la batalla de Ciudad Autobot en donde murieron heroicamente varios de sus compañeros y principalmente su líder Inferno no forma parte de los equipos que son enviados a las misiones principales, es desconocido el paradedo de Inferno durante estos años.